# Kostel Nejsvětější Trojice (Třebíč)
Kostel Nejsvětější Trojice je filiální kostel třebíčské městské farnosti v Třebíči-Domcích a kulturní památka. Kostel se nachází na tzv. starém hřbitově, který kolem něho začal vyrůstat od roku 1607, když starší hřbitov kolem kostela sv. Martina z Tours přestal sloužit. Kostel stával již počátkem 15. století, v některých zdrojích se však uvádí, že kostel mohl stát již v 9. století – či aspoň jeho předchůdce na stejném místě. Po přechodnou dobu býval též kostelem farním, když faru u svatého Martina ovládli přívrženci podobojí (asi od roku 1525).
Kostel je obdélníkovou stavbou s polygonálním závěrem kněžiště, kostel má boční kapli, která slouží jako márnice či zpovědnice, dříve byla zasvěcena svaté Máři Magdaleně. Součástí kostela je dvoupatrová hranolová věž. Ve vchodu je pamětní deska připomínající vysvěcení kostela v roce 1677 biskupem Janem Josefem Breunerem. V kostele jsou v presbytáři umístěny dvě dřevěné sochy, svatého Petra a svatého Pavla.

## Historie
Kostel měl být postaven možná již v 9. století či případně pak až kolem století 15. či 16. V letech 1564–1575 proběhla přestavba, kdy kostel měl být upraven pro utrakvisty a kostel tak získal částečně dnešní podobu. Další obnova následovala roku 1661, kdy byl opraven sanktusník a také krov střechy kostela. Dne 2. srpna 1677 pak byl kostel znovu vysvěcen, světitelem byl Jan Josef Breuner, roku 1686 pak byl do kostela umístěn nový zlacený oltář. Byly také pořízeny dva zvony, první byl zasvěcen svatému Janu Křtiteli a druhý svatému Josefovi. Roku 1701 byla nákladem města a Karla Ferdinanda z Valdštejna postavena věž. Na věž přispěl právě Karel Ferdinand, který byl požádán i o to, aby daroval dva zvony, které původně sloužily bratrskému sboru na Jejkově, pak byly uloženy na radnici a posléze předány tomuto kostelu.
Další rekonstrukce přišla v letech 1715–1719, kdy došlo ke spojení kostela s věží a k přístavbě bočních kaplí svaté Anny a svatého Josefa. Roku 1774 a 1775 byla v kostele při úpravách položena kamenná podlaha, připraveno nově ostění dveří, zvětšena gotická okna a kostel byl nově vymalován, také možná došlo k odstranění přístavku při věži. V roce 1782 byl pořízen nový oltářní obraz, po rok později byl pořízen druhý oltářní obraz, v té době měl být snad pořízen i dnešní oltář. Další úprava či oprava kostela proběhla v roce 1827. V roce 1857 byl věží prolomen vchod do chrámu, postupem imitujícím gotickou kamennou práci. V roce 1996 byla provedena další rekonstrukce kostela, střecha byla konzervována a krytina byla změněna na břidlicovou, kostel byl také odvlhčen, ale to se moc nepovedlo a tak příští rok proběhlo odvlhčení nově položeného krovu opět. Roku 1999 pak byla opravena věž a o rok později došlo k sundání vnější fasády a byla tak odkryta původní sgrafita. Kostel pak byl nově omítnut a byl staticky zabezpečen. V roce 2002 pak byly rekonstruovány kostelní obrazy a roku 2008 pak byly opraveny i kamenné prvky v kostele. Roku 2020 byly v kostele vyměněny dřevěné lavice.

## Média
V roce 2024 se v kostele natáčel pilotní díl nového televizního seriálu Na dně. V seriálu se objeví herci jihlavského Horáckého divadla.

## Galerie

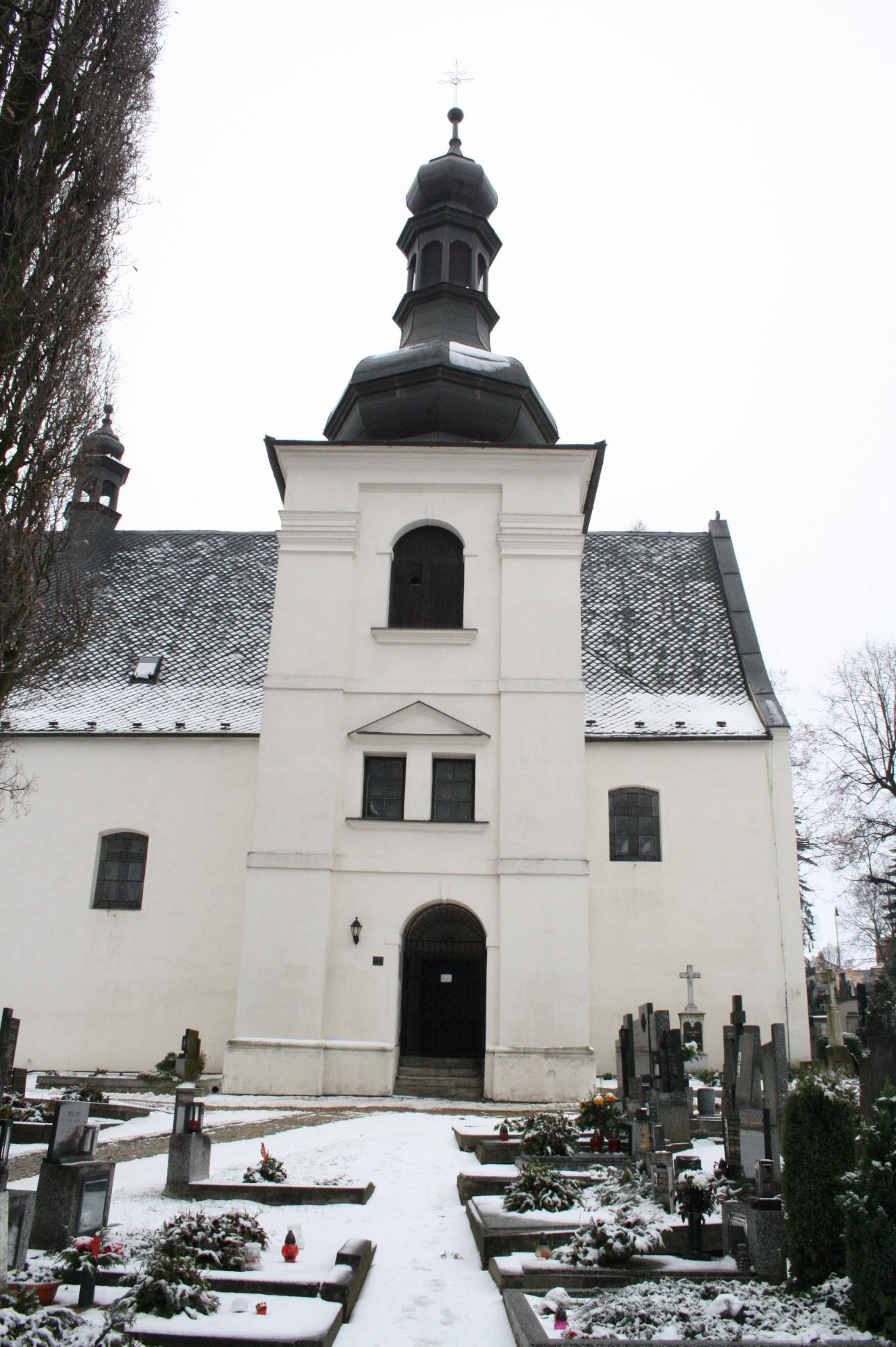
Věž a brána kostela
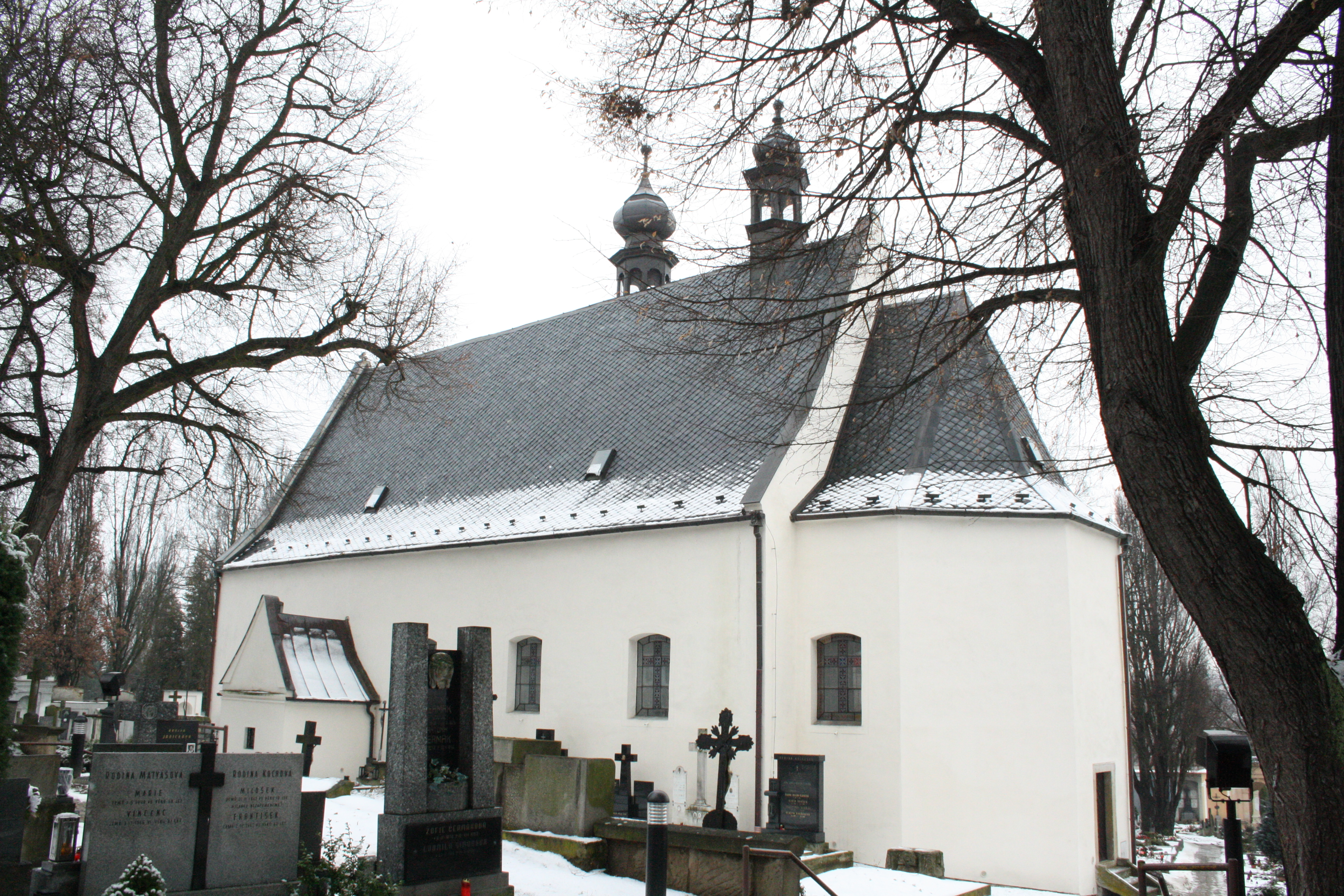
Horní pohled na kostel
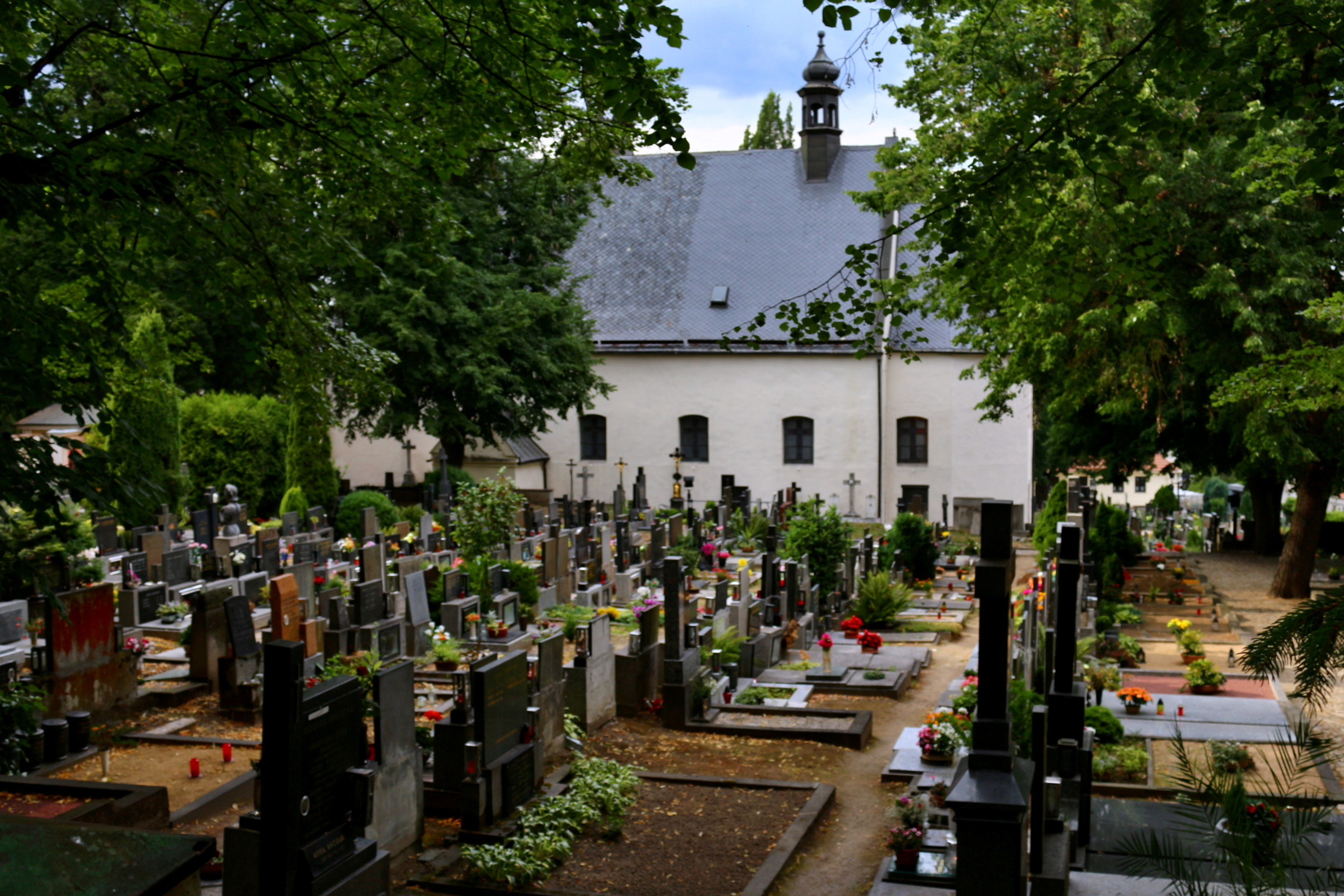
Kostel na hřbitově
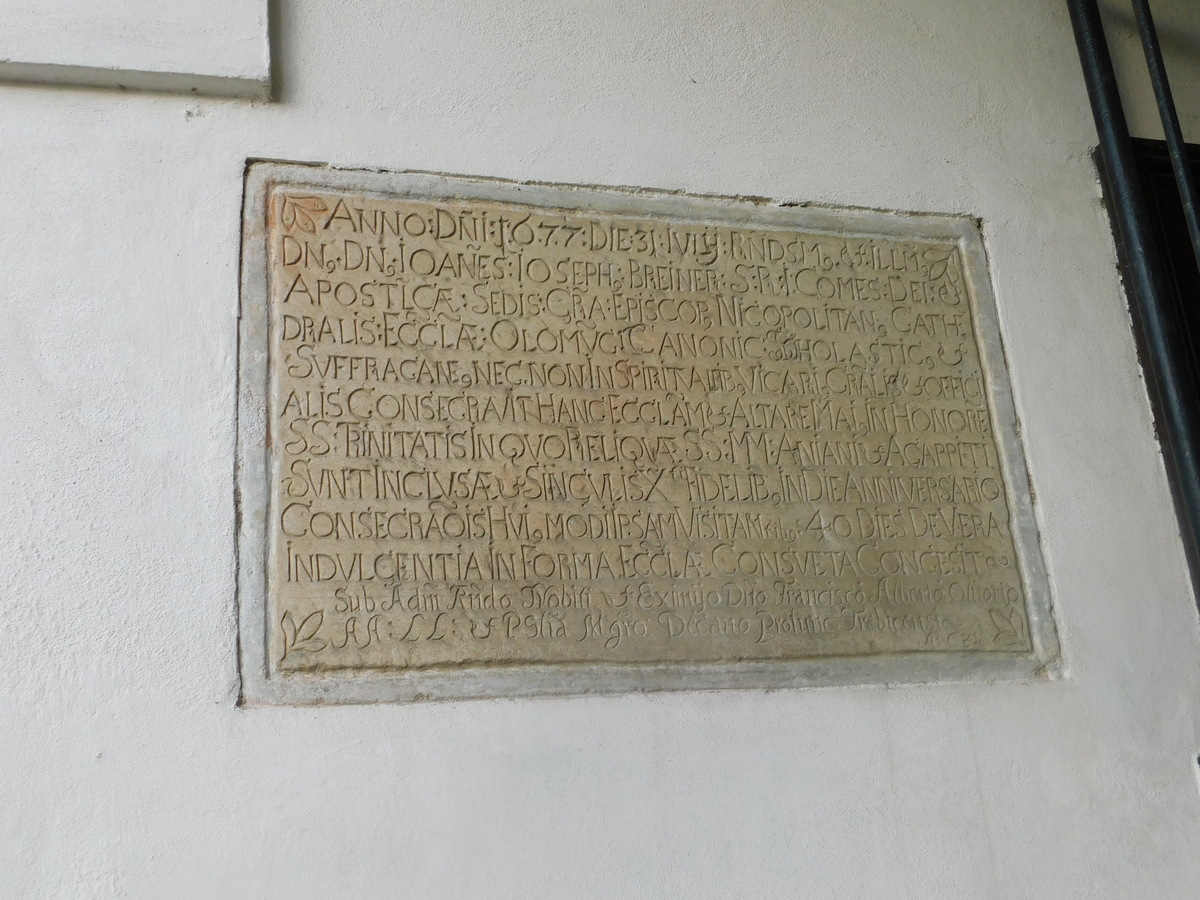
Pamětní deska připomínající vysvěcení kostela